# 茶药藤
茶药藤（学名：Stephanotis pilosa）为夹竹桃科黑鳗藤属的植物。分布于泰国以及中国大陆的云南、广西等地，生长于海拔400米至1,600米的地区，多生长在山谷、山地密林中或溪边潮湿地方，目前尚未由人工引种栽培。

## 异名
- Stephanotis pilosa Kerr.